# Grèzes (Lot)
Grèzes ist eine französische Gemeinde mit 158 Einwohnern (Stand 1. Januar 2022) im Département Lot in der Region Okzitanien. Sie gehört zum Kanton Causse et Vallées und zum Arrondissement Figeac. 
Sie grenzt im Norden an Livernon, im Osten an Corn, im Südosten an Espagnac-Sainte-Eulalie, im Süden an Brengues und im Westen an Espédaillac.

## Bevölkerungsentwicklung
| Jahr      | 1962 | 1968 | 1975 | 1982 | 1990 | 1999 | 2008 | 2018 |
| --------- | ---- | ---- | ---- | ---- | ---- | ---- | ---- | ---- |
| Einwohner | 138  | 137  | 129  | 138  | 125  | 133  | 160  | 172  |

## Sehenswürdigkeiten
In Grèzes liegen vier Dolmen.

Dolmen
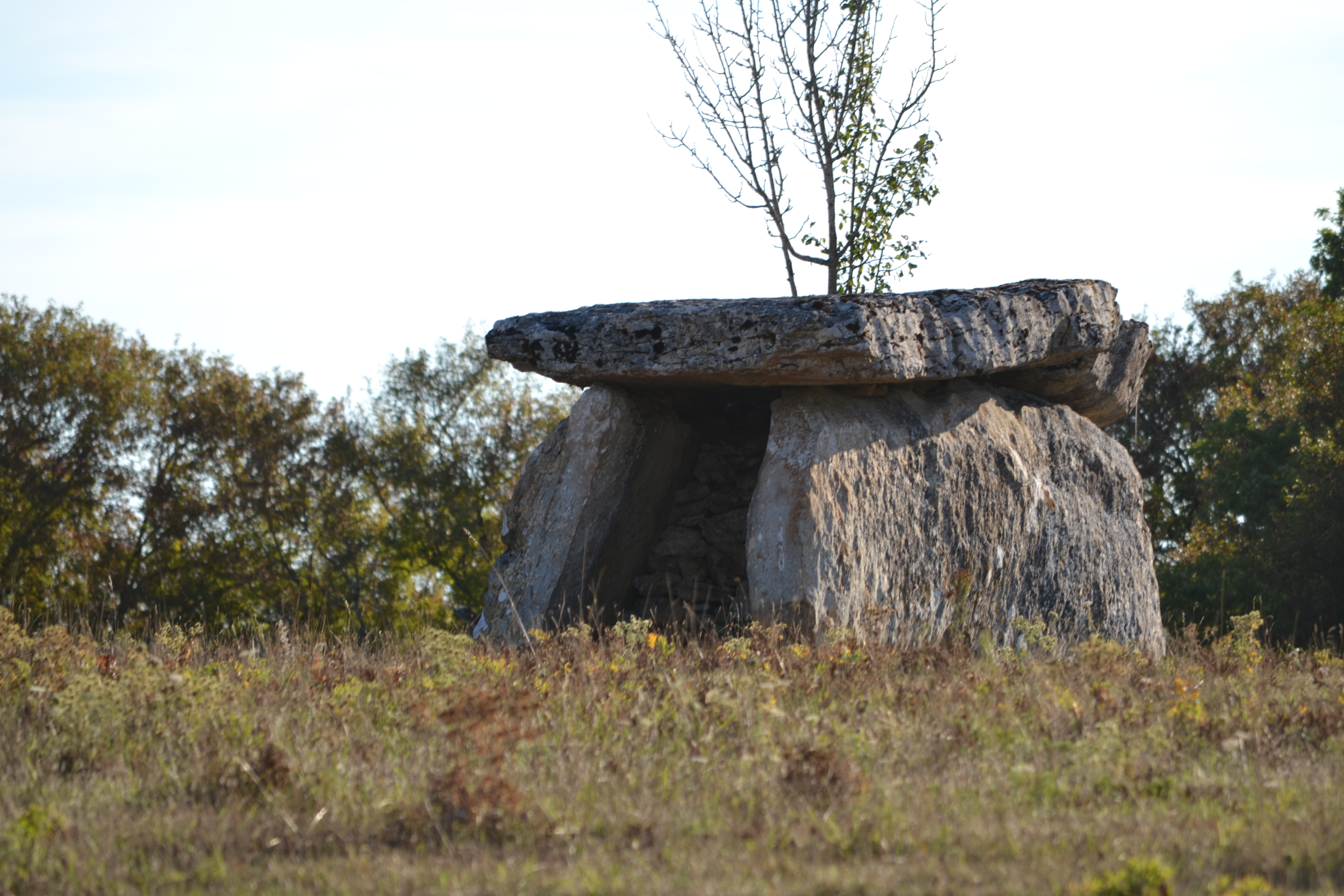
Dolmen du Coustalou
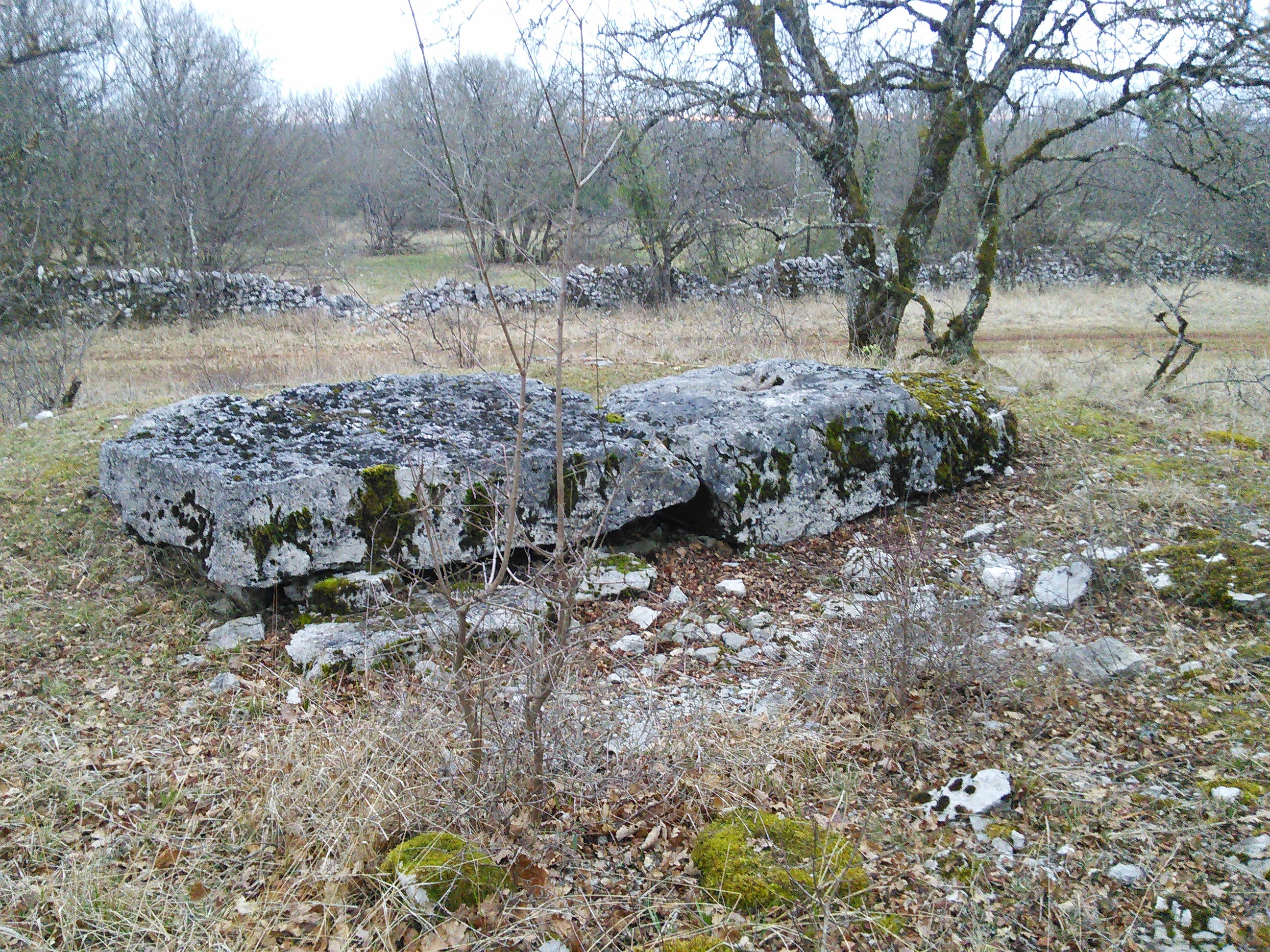
Dolmen de Ligoussou
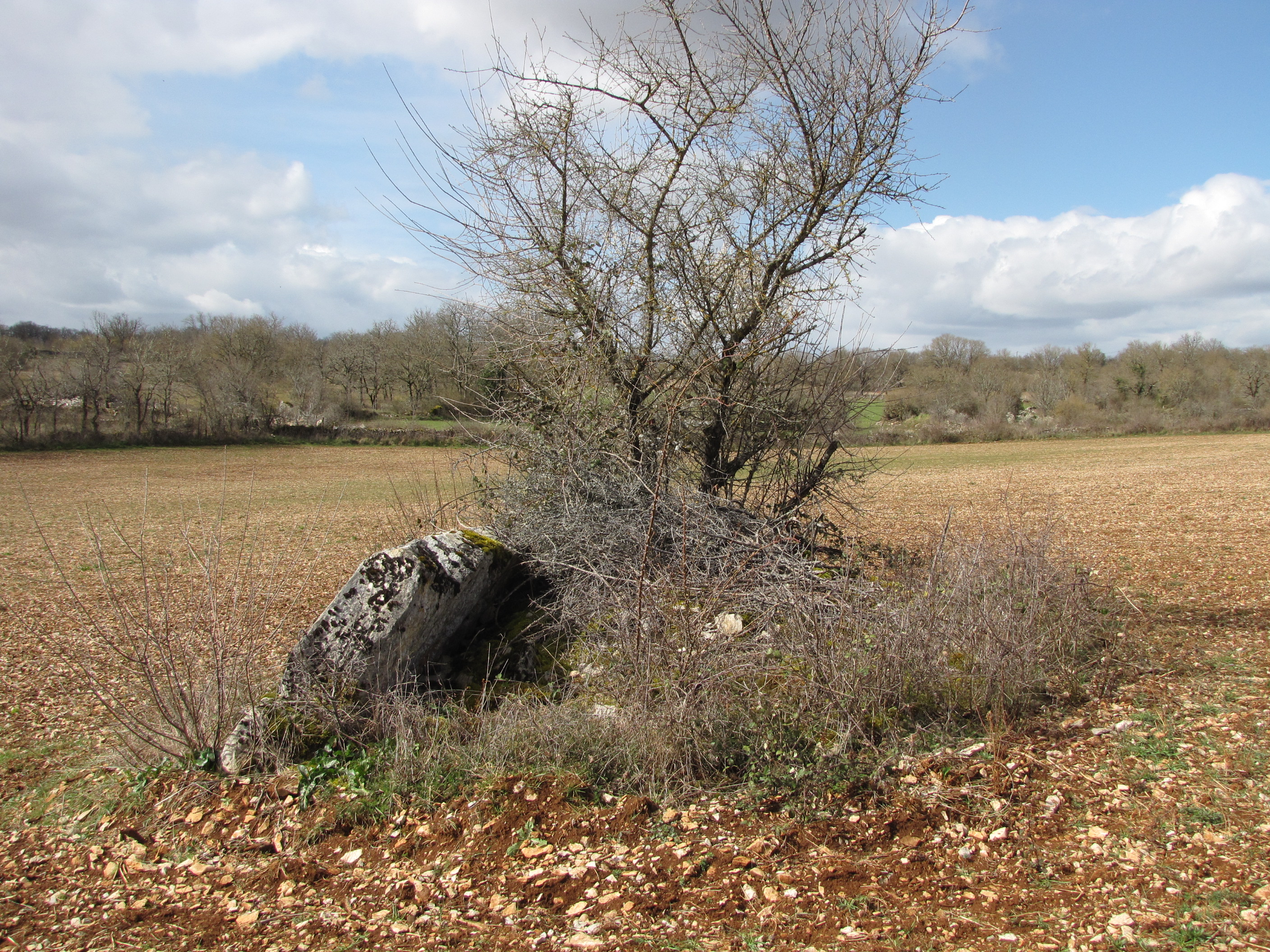
Dolmen Lac Lapeyre
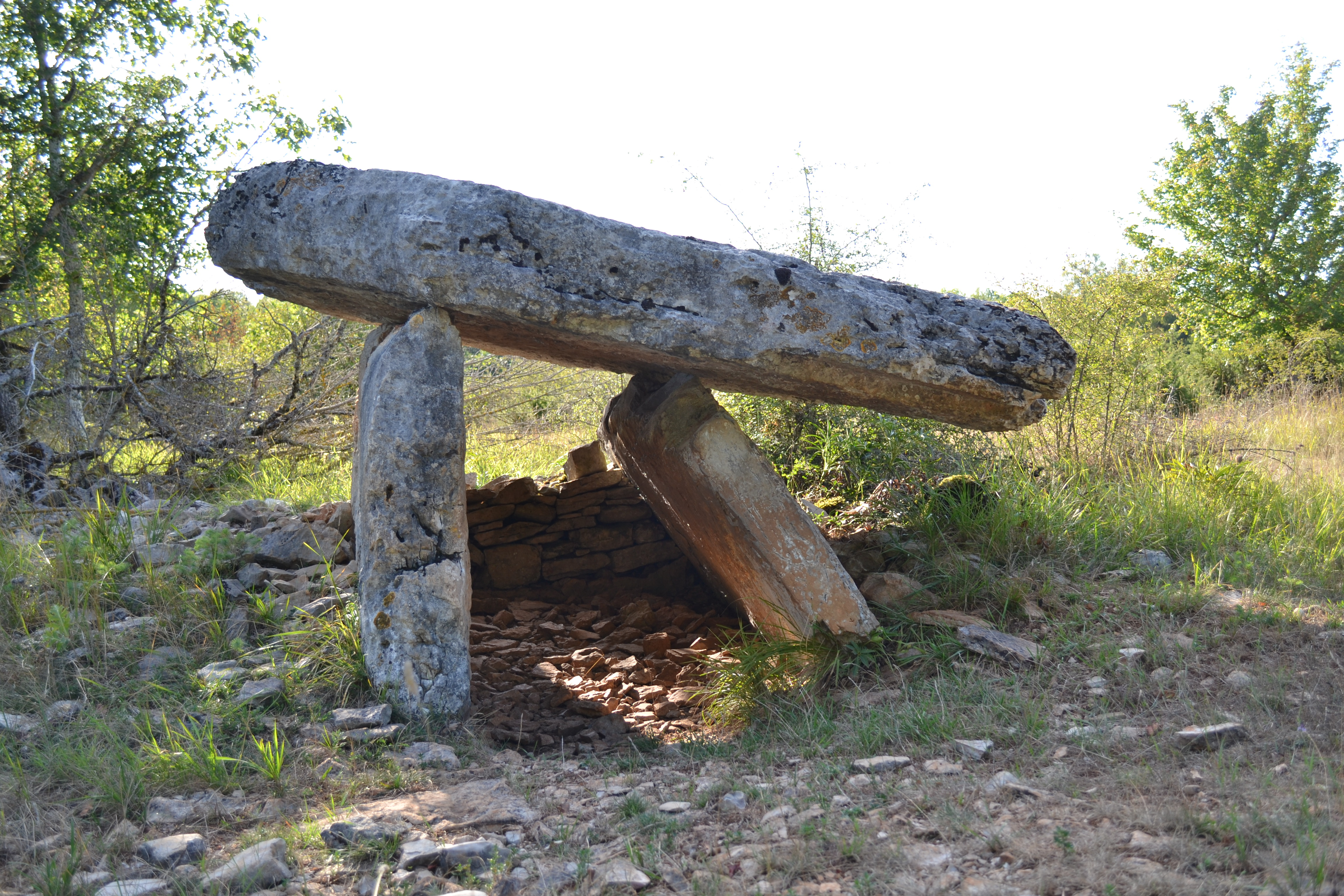
Dolmen Cloup des Périès